# Веліче Шумулікоскі
Веліче Шумулікоскі (мак. Величе Шумуликоски, нар. 24 квітня 1981, Струга) — македонський футболіст, півзахисник чеського клубу «Словацко» та національної збірної Македонії.

## Клубна кар'єра
У дорослому футболі дебютував 1999 року виступами за команду словенського «Цельє», в якій провів три сезони, взявши участь у 56 матчах чемпіонату.
Протягом 2002—2004 років захищав кольори команди клубу «Словацко».
Своєю грою за останню команду привернув увагу представників тренерського штабу клубу «Зеніт», до складу якого приєднався 2004 року. Відіграв за санкт-петербурзьку команду наступні два сезони своєї ігрової кар'єри. Більшість часу, проведеного у складі «Зеніта», був основним гравцем команди.
Згодом з 2006 по 2013 рік грав у складі команд клубів «Бурсаспор», «Іпсвіч Таун», «Престон Норт-Енд», «Сибір» та «Тяньцзінь Теда».
До складу клубу «Словацко» приєднався 2013 року. Відтоді встиг відіграти за команду з Угерське-Градіште 25 матчів в національному чемпіонаті.

## Виступи за збірні
Залучався до складу молодіжної збірної Македонії. На молодіжному рівні зіграв у 9 офіційних матчах.
2002 року дебютував в офіційних матчах у складі національної збірної Македонії. Наразі провів у формі головної команди країни 84 матчі, забивши 1 гол.